# Yousuf Adam
Yousuf Adam Mahmoud (Doha, 12 dicembre 1972) è un ex calciatore qatariota, di ruolo centrocampista, tecnico dell'Al-Kharitiyath.

## Carriera

### Club
Ha sempre giocato nel campionato qatariota.

### Nazionale
Con la maglia della nazionale ha partecipato alla Coppa d'Asia nel 2000.